# Brabos
Brabos é um município da Espanha na província de Ávila, comunidade autónoma de Castela e Leão, de área 18,35 km² com população de 61 habitantes (2007) e densidade populacional de 3,32 hab./km².

## Demografia
| Variação demográfica do município entre 1991 e 2004 | Variação demográfica do município entre 1991 e 2004 | Variação demográfica do município entre 1991 e 2004 | Variação demográfica do município entre 1991 e 2004 |
| --------------------------------------------------- | --------------------------------------------------- | --------------------------------------------------- | --------------------------------------------------- |
| 1991                                                | 1996                                                | 2001                                                | 2004                                                |
| 83                                                  | 76                                                  | 68                                                  | 70                                                  |